# Daniel Gasulla i Porta
Daniel Gasulla i Porta (Martorell, 21 de setembre del 1970) és un farmacèutic, músic, compositor i director de cobla català.

## Biografia
Inicià els estudis de solfeig i piano amb nou anys amb Teresa Garcia i Pons. Als 17 començà a estudiar harmonia i fiscorn amb el compositor Tomàs Gil i Membrado, que aquest mateix completà posteriorment amb contrapunt, composició i instrumentació per a cobla.
Debutà com a instrumentista de fiscorn a la cobla Juvenil Ciutat d'Igualada, d'on passà a la Ciutat de Terrassa. També ha tocat el trombó de pistons a la Ciutat de Cornellà (fins al 2004). Ha dirigit la cobla-orquestra Nocturna, d'Igualada, (1997-2000), cobla Ressò (2003-2006), cobla Contemporània (2006-2012) i la Banda de Música d'Igualada (2003-2006). Ha estat director de la Cobla Tres Vents de la Catalunya Nord durant 8 anys (2014-2022). Com a trombonista de vares ha tocat en l'Standard Big Band i en la Banda Municipal, de Martorell.
Ha escrit cent vint-i-nou sardanes (2025) i ha conreat amb força èxit el camp de la sardana revessa, amb composicions basades en melodies extretes, en alguns casos, de pel·lícules i sèries de televisió com Mary Poppins, West Side Story i Nissaga de Poder o d'altres músiques populars (Si tu vas al cel, Murallas de Tarragona). També és autor d'arranjaments de ball per a cobla, i ha escrit una marxa de processó per a Setmana Santa (Passió al Barri de Fàtima).

## Obres
- Cançó per a caramelles i petita orquestra
- Himne a Farmàcia (1996), per a coral
- Himne del Miró Martorell Futbol Sala, lletra i música
- In Paradisum (2004) per a cor, solista i orgue

### Música per a cobla
- Cant de Novembre (2015) text d'en Joan Maragall. Obra per a cobla, cor a quatre veus, timbales i percussió.
- Muntanyes del Canigó (2014) sobre el tema popular. Glossa per a dues cobles, timbales i plats
- Muntanyes del Canigó (2015) sobre el tema popular. Glossa per a una cobla, cor a quatre veus, timbales i plats
- La cirereta, ballet
- Instrumentació de la Corranda d'Olesa (2006), ballet
- Fox a les dues rodes
- El galop de la pau (2004), galop per a exhibició o concurs de colles sardanistes (pas-doble)
- Lligams, glossa per a cobla i timbales
- Nit màgica, galop per a concurs de colles sardanistes (pas-doble)
- Nombroses instrumentacions de ballets per a esbarts
- Diversos arranjaments de ballables: Amparito Roca, Boleros de sempre, Fi de festa, Polca del barril, El tractor amarillo
- El violinista a la teulada, selecció de temes arranjats per a cobla
- Arranjaments de temes operístics per a Cobla, Soprano, Baríton i percussió
- Arranjaments de bandes sonores per a cobla

### Sardanes
(selecció)
- A l'amic Ramon (1997)
- A la llera del Brugent (2018), 2n premi Certamen Amer, Premi Pere Fontàs 2018
- Al peu del monument (1992)
- L'amic amatent (1990), dedicada a en Màrius Escoda i Masachs
- L'Anell de les fades (2017), 4t premi al certàmen Ceret - Banyoles 2017
- Amics de Sant Antoni (1989)
- L'aplec del meu poble (1998)
- Argent a Igualada (1993)
- Argent borgenc (2000), amb lletra de l'Agustí Pàmies i Freixas
- L'avi Quico (1991)
- Bella Antònia (2006)
- Bonica tardor (1992)
- Broll d'amistat (2013)
- Les Borges 10+10 (1995), amb lletra de l'Agustí Pàmies i Freixas
- El campanar de Martorell (1992)
- Cant d'Infantesa (2014), Premi de la Crítica Sardana de l'Any 2014
- Català a l'atac (2012)
- Cinquanta i cent (2004), amb lletra de l'Agustí Pàmies i Freixas
- Cinquantenàries (2000)
- Cobla Vila d'Olesa (1991)
- Colla 17 d'abril (1993)
- Colla Força Viva (1991)
- Colles de Barcelona (1995)
- Compta, Tintín (2007), sardana amb variacions (cada tirada té un tiratge diferent)
- Cossetans amb salsa (2000)
- Dansaire i amic (2000), dedicada a Enric Mogas i Bret
- De Vilanova a Malgrat (1999)
- 10 anys a Sant Climent
- Deu anys en un matí (1994), dedicada a Catalunya Ràdio
- Dolça Aïda (1998)
- Enllaç d'argent (1992), dedicada als seus pares. Premiada a Mollet 1993
- Ferm record
- La font de l'Eudó (1989)
- La font de la Filosa (2006), estrena més votada a Banyoles
- Els gegants d'Oló (1991)
- Gent nostra (1988), primera sardana
- Honorant Tomàs Gil i Membrado (2005), dedicada en agraïment al mestre Gil
- Il·lusions d'or (1996)
- En Jaume de Martorell (1999)
- Joves d'argent (2001), dedicada a la cobla Jovenívola de Sabadell
- Martorell, ciutat pubilla (1993)
- Mas Bonans, aplec d'argent (1991)
- El Moll Vell (2007), enregistrat per la cobla Els Montgrins al CD Sardanes a Palamós 6
- Nou camí, cinc anys (2001)
- Nuri 2000 (2000)
- Núria (2014) Finalista de La Sardana de l'Any 2014
- Per a tots vosaltres (2002)
- Per tu, Climent (1992)
- Petits Teutons (2018)
- Lo Pont de Balaguer (2016), Accèssit del Premi de la Crítica Sardana de l'Any 2016
- Els primers deu anys (2003)
- En Raimon i la Marta (2004), dedicada a Raimon Atzerà i Marta Bou
- Records d'Ascó (1997)
- Roques blaves (1994)
- El Salvador de Cal Bep (2005)
- Sant Quirze, mil cent anys (1997)
- Sempre petits (2001)
- Serrat de Folguerons (2016), 2n premi Certamen Amer, Premi Pere Fontàs 2016
- Sílvia (1994), Premiada a Mollet 1994
- Sitges, joia de la Mediterrània (2000)
- Terrassa dansa (1993)
- En Tomàtic i els seus amics (2002), dedicada al Club Super3
- La Torre de les Hores (2015), 2n premi al certàmen Ceret - Banyoles 2015
- El "TOT Molins" (1993), dedicada a la revista del mateix nom
- Trentores (1995)
- Un pas endavant (2008)
- La Vilella Alta (1997)
- 25 anys de Xiroia (2007)
- Violins i teulades (2008)
- Viu record (1995)
- Vostra Ensenya (2003)

### Sardanes revesses
Amb patinet, L'amic Narcís, Animalades, Apanyeu-vos, Artesaurenca (2000), Bibliorevessa, Blederies, Carrinclona, Cavalcant de nou, Em plau el sarau (2002), Encara hi som a temps?, Ensopegades (1992), Ensucrada (1997), Figuerolenca (1996), La Fina i el Far-west, Maxambrat, Nissagada II, On és en Shin-chan?, Quina marxa, el Sarau (2001), Quina monada!!, Quins disbarats!, Quinzerau (1998), Somiant de tot, Teuladiana (1999), Vinc als vint (2003), West Side Revessa

### Enregistraments
Selecció
- Cobla La Principal de la Bisbal. Sardanes Daniel Gasulla i Porta.  Barcelona: Audiovisuals de Sarrià, 1999. Conté les sardanes L'avi Quico; Colla Força Viva; Enllaç d'argent; Per tu, Climent; Roques blaves; Sílvia; Trentores; Les Borges 10+10; Colles de Barcelona; Records d'Ascó; Dolça Aïda: En Jaume de Martorell
- Cobla Bohèmia. Connectats 1.  Barcelona: Audiovisuals de Sarrià, 2012. DC monogràfic dedicat als compositors del grup GASP: Daniel Gasulla, Lluís Alcalà, Carles Santiago i Jordi Paulí. De Daniel Gasulla conté les sardanes Can Bros reneix; Camins entrellaçats; Reinalda, entre Montcada i Barcelona; Deu lustres.
- Cobla Bohèmia. Connectats 2.  Barcelona: Audiovisuals de Sarrià, 2014. DC monogràfic dedicat als compositors del grup GASP: Daniel Gasulla, Lluís Alcalà, Carles Santiago i Jordi Paulí. De Daniel Gasulla conté les sardanes Cant d'infantesa; Honorant Tomàs Gil i Membrado; Broll d'amistat; Català a l'atac
- Cobla Bohèmia. Connectats 3.  Barcelona: Audiovisuals de Sarrià, 2017. DC monogràfic dedicat als compositors del grup GASP: Daniel Gasulla, Lluís Alcalà, Carles Santiago i Jordi Paulí. De Daniel Gasulla conté les sardanes "Lo Pont de Balaguer"; "Serrat de Folguerons"; "Núria"; "Col·lega i amic"

## Arxius de música
Per a tots vosaltres Arxivat 2007-09-29 a Wayback Machine.
 Roques blaves Arxivat 2007-09-29 a Wayback Machine.